# Ивановка (Балашовский район)
Ивановка — село в Балашовском районе Саратовской области России. Входит в состав Первомайского муниципального образования. Основано в 1833 году.

## География
Село находится в западной части Саратовского Правобережья, в пределах Окско-Донской равнины, в степной зоне, на берегах реки Елани, к югу от автодороги Р22, на расстоянии примерно 15 километров (по прямой) к юго-юго-востоку (SSE) от города Балашова. Абсолютная высота — 153 метра над уровнем моря.
Климат
Климат характеризуется как умеренно континентальный с холодной малоснежной зимой и сухим жарким летом. Среднегодовая температура воздуха — 4,3 — 4,7 °C. Средняя многолетняя температура самого холодного месяца (января) составляет −11,1 °С (абсолютный минимум — −39 °С), температура самого тёплого (июля) — 20,7 °С (абсолютный максимум — 39 °С). Средняя продолжительность безморозного периода 145—155 дней. Среднегодовое количество атмосферных осадков — 476 мм, из которых 200—300 мм выпадает в период с апреля по октябрь. Снежный покров держится в среднем 130—135 дней в году.
Часовой пояс
Село Ивановка, как и вся Саратовская область, находится в часовой зоне МСК+1. Смещение применяемого времени относительно UTC составляет +4:00.

## Население
| 2002 | 2010 |
| ---- | ---- |
| 108  | ↘73  |

Половой состав
По данным Всероссийской переписи населения 2010 года в половой структуре населения мужчины составляли 56,2 %, женщины — соответственно 43,8 %.
Национальный состав
Согласно результатам переписи 2002 года, в национальной структуре населения русские составляли 97 % из 108 чел.